# 자 (도구)

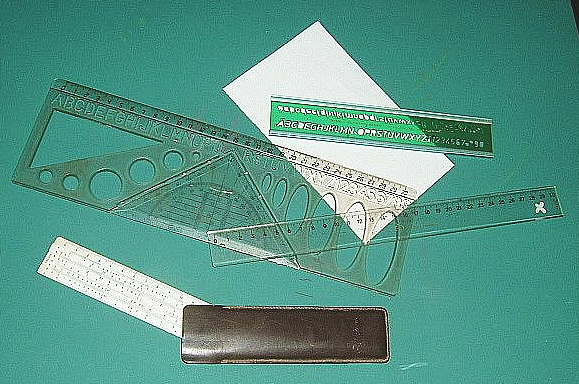
다양한 자

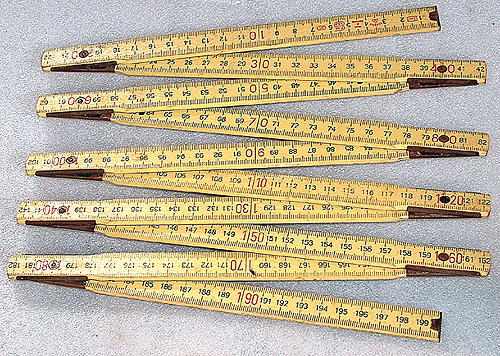
목수가 쓰는 2미터 자

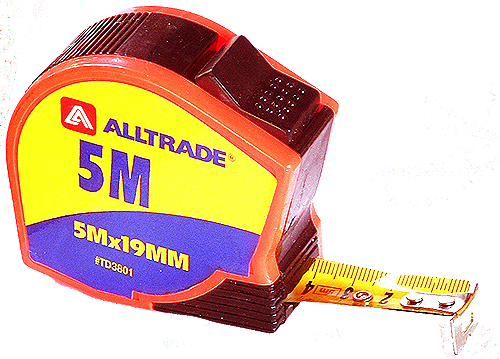
신축 자재의 유연한 자

자는 길이를 재거나 선을 그을 때 쓰이는 도구이다. 주로 나무나 플라스틱으로 만든다. 종류는 삼각자, 줄자, 15cm 자, 30cm 자, 100m자, 눈금 없는 자 등 용도나 길이에 따라 여러 종류가 있다.
1cm 또는 1mm마다 눈금이 그려져 있는 자는 일반 가정에서도 여러 가지 물건의 길이를 측정하는 데 사용되고 있다.

## 여러 가지 자
자에는 죽제(竹製)·포제(布製)·목제·금속제 등이 있으며, 휴대하기에 편리한 접자(折尺), 긴 물건을 측정하는 데 쓰는 줄자(卷尺), 그 밖에 특별한 사용 목적에 알맞도록 고안된 여러 종류의 자가 있다. 공장이나 연구소에서 사용하는 자에는 휘거나 굽음으로써 길이의 변화를 일으키는 일을 막기 위하여 그 단면이 X형 또는 H형으로 된 금속제의 것이 있으며, 극히 세밀한 눈금을 넣기 위해서 광학용 유리로 만든 것 등 정밀측정용의 자가 쓰이는데, 이런 자는 눈금이 너무나 세밀하기 때문에 현미경으로 눈금을 읽도록 되어 있다.

### 미터원기
길이의 단위를 나타내는 미터원기도 자의 일종이다. 국제미터원기는 파리 교외에 있는 국제도량형국(國際度量衡局)에 보관되어 있고, 그 모형이 세계 각국에 나누어져 그 나라에서의 미터원기가 되고 있다.
국제미터원기의 양끝 부분에 있는 눈금 사이의 길이가 0℃에 있어서 1m이다. 이 국제미터원기는 1960년까지는 미터의 단위를 실제로 나타내는 표준기(標準器)였다. 그런데 눈금의 굵기가 약 7μ이며 눈금의 가장자리가 분명하고 완전한 직선이 아니므로 눈금의 중심을 정밀하게 정하는 데 한도가 생겨서 1m의 길이를 0.01μ보다 오차(誤差)가 작게 측정할 수가 없는 것이다. 그렇기 때문에 1960년 이후로는 그보다도 정밀하게 1m를 측정할 수 있는 광선의 파장(波長)으로써 미터의 단위를 나타내기로 된 것이다. 그러나 미터원기는 눈금이 있는 자의 표준기로서는 여전히 필요하기 때문에 아직도 눈금 있는 자의 원기로는 계속해 사용되고 있다.

## 활용도
자의 원래 목적에 따라 물건의 길이를 잴 뿐만아니라, 길고 딱딱한 단순한 형태이기에 손에 닿지 않는 물체를 꺼낼 때, 등 여러 용도로 사용된다.

## 같이 보기
- 각도기
- 계산자
- 모양자